# Keramik
Keramik (ukrajinsky Керамік; rusky Керамик) je sídlo městského typu v Pokrovském rajónu Doněcké oblasti na Ukrajině. Při sčítání v roce 2001 zde žilo 517 obyvatel, v roce 2011 zde žilo 385 obyvatel.

## Vývoj počtu obyvatel
| 1959 | 1970 | 1979 | 1989 | 2001 | 2010 | 2016 |
| ---- | ---- | ---- | ---- | ---- | ---- | ---- |
| 858  | 922  | 777  | 712  | 487  | 401  | 358  |

Zdroj – sčítání lidu